# Erik Wiedemann
Erik Wiedemann (* 7. Mai 1930 in Kopenhagen; † 2. März 2001) war ein dänischer Jazz-Wissenschaftler und Jazzautor. Er galt als einer der führenden Jazzautoren und „Popularisatoren“ des Jazz in Dänemark, ähnlich Joachim Ernst Berendt in Deutschland.

## Leben
Wiedemann gründete 1956 die Danish Jazz League und publizierte schon in den 1950er Jahren Bücher über Jazz, besonders „Jazz og Jazzfolk“, 1958. Sein Jazzlexikon wurde auch ins Deutsche übersetzt. Er übersetzte 1962 auch das Standardwerk zur Jazzgeschichte von Marshall Stearns ins Dänische. Wiedemann war seit den 1950er Jahren Musikjournalist bei „Information“ und lehrte am musikwissenschaftlichen Institut der Universität Kopenhagen, dessen Direktor er in den 1980er Jahren war. 1982 promovierte er dort über „Jazz in Dänemark in den 1920er, 1930er und 1940er Jahren“. Das war die erste Doktorarbeit über Jazz in Dänemark, zuvor hatte er sich aber schon in den Medien den Spitznamen „Doctor Jazz“ verdient. Als Wissenschaftler beschäftigte er sich neben dänischer Jazzgeschichte vor allem mit Duke Ellington, über den er 1984 das (nicht abgeschlossene) Projekt der Auflistung sämtlicher Ellington-Kompositionen begann, deren Anzahl Wiedemann 1991 auf 1500 schätzte. Mit Arnvid Meyer, Dan Morgenstern und anderen initiierte er 1989 den dänischen Jazzpar-Preis, der einer der höchstdotierten weltweiten Jazzpreise war.
Die von ihm gesammelten Archivmaterialien über dänischen Jazz befinden sich in der Königlichen Bibliothek in Kopenhagen.